# Sphingonotus yamalikeshanensis
Sphingonotus yamalikeshanensis är en insektsart som beskrevs av Gong, Y., Z. Zheng och Y. Niu 2005. Sphingonotus yamalikeshanensis ingår i släktet Sphingonotus och familjen gräshoppor. Inga underarter finns listade i Catalogue of Life.